# Суперканны
«Суперканны» (англ. Super-Cannes) — роман Дж. Г. Балларда, продолжающий тему предыдущего романа «Кокаиновые ночи» (1996). Как и в нём, действие разворачивается в элитном городке на средиземноморском побережье. Баллард вновь соединяет элементы детектива и антиутопии, разворачивая перед глазами героя тёмную сторону современных процветающих бизнес-парков.